# Gállos Orsolya
Gállos Orsolya (Siklós, 1946. július 8. – ) magyar pedagógus, műfordító. A Pécsváradi Várbaráti kör alapító elnöke.

## Élete
Szülei Gállos Ferenc (1914-1958) és Petek Mária.
1964-ben érettségizett a pécsi Lőwey Klára Gimnáziumban. Ezután 4 évig a Pécsi Tanárképző Főiskola magyar-orosz szakos hallgatója volt. 1977-1978 között elvégezte a MÚOSZ Újságíró Iskolát. 1983-1991 között a Ljubljanai Egyetem szlovén szakán tanult.
1968-1969 között Himesházán általános iskola pedagógusként dolgozott. 1969-1971 között a Pécsváradi Művelődési Ház művészeti előadója volt. 1971-től öt évig a pécsváradi mezőgazdasági szakiskola tanára volt. 1973 óta fordít. 1976-1989 között a Dunántúli Napló munkatársa és kulturális rovatvezető-helyettes volt. 1989-1991 között a Helyzet főmunkatársa és a Jelenkor szerkesztője volt. 1990-1998 között, valamint 2006 óta önkormányzati képviselő. 1998-tól öt évig a Ljubljanai Egyetem magyar lektora volt.
A szlovén, magyar, horvát irodalmi kapcsolatokról írt tanulmányokat. Szlovén, horvát, szerb írók műveit, szlovén népmeséket, drámákat, esszéket fordít (pl. France Prešeren, Ivan Cankar, Edvard Kocbek, Ciril Kosmač, Vitomil Zupan, Tomaž Salamun, Aleš Debeljak, Drago Jančar műveit). Helytörténeti monográfiákat írt Pécsváradról.

## Színházi fordításai
A Színházi Adattár bejegyzéseinek száma: 4
- Drago Jančar: A nagy briliáns valcer (1989)
- Fritz i pjevačica (1993)
- Drago Jančar: Hallstaff (2010)
- Osztrovszkij: Erdő (2011)

## Művei
- Gállos Ferenc: Tanulmányok Pécsvárad középkori történetéhez; sajtó alá rend. Gállos Orsolya; Pécsvárad Nagyközség Közös Tanbácsa, Pécs, 1975 (Dunántúli dolgozatok)
- A kígyómenyasszony. Szlovén népmesék; vál., szerk., ford. Gállos Orsolya; Móra, Bp., 1987
- Gállos Ferenc–Gállos Orsolya: Fejezetek Pécsvárad történetéből; Baranya Megyei Múzeumok Igazgatósága, Pécs, 1988 (Dunántúli dolgozatok. C. Történettudományi sorozat, 2.)
- Gállos Orsolya–Kozák Károly: Pécsvárad, műemlékek; TKM Egyesület, Bp., 1989 (Tájak, korok, múzeumok kiskönyvtára, 330)
- Gállos Orsolya–Kozák Károly: Pécsvárad, műemlékek; 2. jav. kiad.; TKM Egyesület, Bp., 1996 (Tájak, korok, múzeumok kiskönyvtára, 330.)
- A helyzet könyve. Válogatás A helyzet című hetilap 1989-1990. évi számaiból; szerk. Ferling József, Gállos Orsolya; A helyzet Kft., Pécs, 1990
- Pécsváradi képeskönyv; összeáll. Gállos Orsolya; Pécsváradi Várbaráti Kör, Pécsvárad, 2000
- 150 éves a pécsváradi városháza; szerk. Gállos Orsolya; Pécsvárad Város Önkormányzata, Pécsvárad, 2007
- Felvidékiek Pécsváradon, 1947-2007; szerk. Gállos Orsolya; Pécsváradi Várbaráti Kör, Pécsvárad, 2009 (Pécsváradi füzetek, 2.)
- Mott János címzetes pécsváradi apátplébános emlékezete; szerk. Gállos Orsolya; Pécsváradi Közösségi Kerekasztal, Pécsvárad, 2010
- Orosz kényszermunkán. Pécsvárad és a környék német kisebbsége, 1944-1948; szerk. Gállos Orsolya; Pécsváradi Várbaráti Kör, Pécsvárad, 2010 (Pécsváradi füzetek, 3.)
- Szlovéniai változatok. Esszék, tanulmányok, interjúk; Pro Pannonia, Pécs, 2012 (Pannónia könyvek)
- A Pécsváradi Várbaráti Kör 30 éve, 1981-2011; Pécsváradi Várbaráti Kör, Pécsvárad, 2014 (Pécsváradi füzetek, 5.)

## Műfordításai

### Horvátból
- Mujičić-Senker: A kadét (1993)
- Slavenka Drakulić: Balkán Expressz (1995)
- Mujičić-Senker-Škrabe: Torzó Kávéház. A kadét (1996)
- Mate Matičič: Karácsonyi mese.

### Szerbből
- Milorad Pavić: A tüsszögő ikon (novellák, Bojtár B. Endrével, 1992)

### Szlovénból
- Prežihov Voranc: Vadhajtások (novella, 1973)
- Mira Mihelič: Szivárvány a város felett (regény, 1974)
- Ciril Kosmač: Ballada a trombitáról meg a felhőről (kisregény, novella, 1975)
- France Prešeren: France Preseren versei. (Nyersfordítás, utószó fordítása, jegyzetek, 1975)
- Kajetan Kovič: Verseny (kisregény, 1976)
- Ciril Zlobec: Testvérem, a szent (kisregény, 1977)
- Miško Kranjec: A Mura hullámain (novellák, Jaksity Györggyel és Szilágyi Károllyal, 1978)
- France Bevk: A föld sója (regény, 1979)
- Dane Zajc: Kivégzés (rádiójáték, 1981)
- Ivan Cankar: Egy idealista élete (kisprózák, Gyetvai Máriával, Tóth Ferenccel, 1981)
- Vitomil Zupan: Menüett gitárra (regény, 1982)
- Leopold Suhodolčan: Foltocska szabócska (mese, 1982)
- Lojze Kovačič: Egy kép leírása (elbeszélés, 1983)
- Lojze Kovačič: A valóság. (kisregény, 1984)
- Lojze Kovačič: Mindenütt ott az ég (novella, 1986)
- Milan Jesih: Koloratúra (rádiókomédia, 1986)
- Drago Jančar: A gályarab (regény, 1986)
- Branko Hofman: Ringo Star (gyermekregény, 1986)
- A kígyómenyasszony (szlovén népmesék, 1987)
- Slavko Grum: Mi történt Goga városában (1988)
- Drago Jančar: Godot-ra lesve. Híd (1989)
- Edvard Kocbek: Félelem és bátorság (4 novella, 1989)
- Milos Mikeln: Sztálin a zsarnok élete (életrajz, 1989)
- A hódító. Mai szlovén drámák. Utószó, fordítás Szilágyi Károllyal, 1989)
- Drago Jančar: A nagy briliáns valcer (dráma 1989)
- Az eltört korsó (szlovén esszék, válogatás, előszó, Reiman Judittal, 1992)
- Tomaž Šalamun: Póker (válogatott versek, Csordás Gáborral, Parti Nagy Lajossal, 1993)
- Ivan Cankar: Szép Vida (dráma, 1995)
- Svetlana Makarovič: A halott jön kedveséért (rádiójáték, 1995)
- Andrej Blatnik: Karmolások (rádiójáték, 1995)
- Milan Jesih: A stewardess (rádiójáték, 1995)
- Aleš Debeljak: A csend szótára (válogatott versek, Csordás Gáborral, Parti Nagy Lajossal, 1996)
- Drago Jančar: Az angyal pillantása (válogatott novellák, 1997)
- Drago Jančar: Kaján vágyak (regény, 1997)
- Drago Jančar: Halstat. Nyílt Fórum (1997)
- Aleš Debeljak: Itthon és külföld. (esszék, Babarczy Eszterrel, Reiman Judittal, Szilágyi Imrével, 1998)
- Feri Lainšček: Argo Nagycirkusz (meseregény, 1999)
- Drago Jančar: Zajgás a fejben (regény, 2001)
- Koronatanúk. A kilencvenes évek fiatal szlovén elbeszélői (Körtvélyessy Klárával, és Reiman Judittal, 2002)
- Boris Pahor: A tenger mint jelkép (esszé, 2002)
- Drago Jančar: Elavult volna Közép-Európa eszméje? (esszé, 2003)
- Drago Jančar: Tito szigete: Brioni (esszé, 2003)
- Drago Jančar: Katarina, a páva és a jezsuita (regény, 2006)
- Aleš Debeljak: Európa európaiak nélkül (esszékötet, 2006)
- Kajetan Kovič: Képzelet tanár úr (regény, 2006)
- Mojca Kumerdej: Fragma (2008)
- Mitja Čander: Feljegyzések az éjszakában (irodalmi esszék, 2009)
- Drago Jančar: A névtelen fa (regény, 2011)

## Díjai
- Az Európa Könyvkiadó nívódíja (1976, 1983, 1986)[1]
- A Magyar Rádió nívódíja (1987)[1]
- Ezüstkoszorús jugoszláv zászlórend kitüntetés (1988)[1]
- Pécsváradért díj (1994)[1]
- Baranya Megye Önkormányzata Sajtódíj (1998)[1]
- A Szlovén Műfordítók Egyesületének Lavrin-diplomája fordítói életművéért, kulturális közvetítő tevékenységéért (2006)[1]

## Külső hivatkozások
- Életrajza és műfordításai a Műfordítók Egyesületéek honlapján
- Életrajza a Baranyanet.hu-n
- Kortárs magyar írók
- Gállos Orsolya a PORT.hu-n (magyarul)
- Színházi adattár. Országos Színháztörténeti Múzeum és Intézet. (Hozzáférés: 2025. június 30.)